# Ludovico Fossali

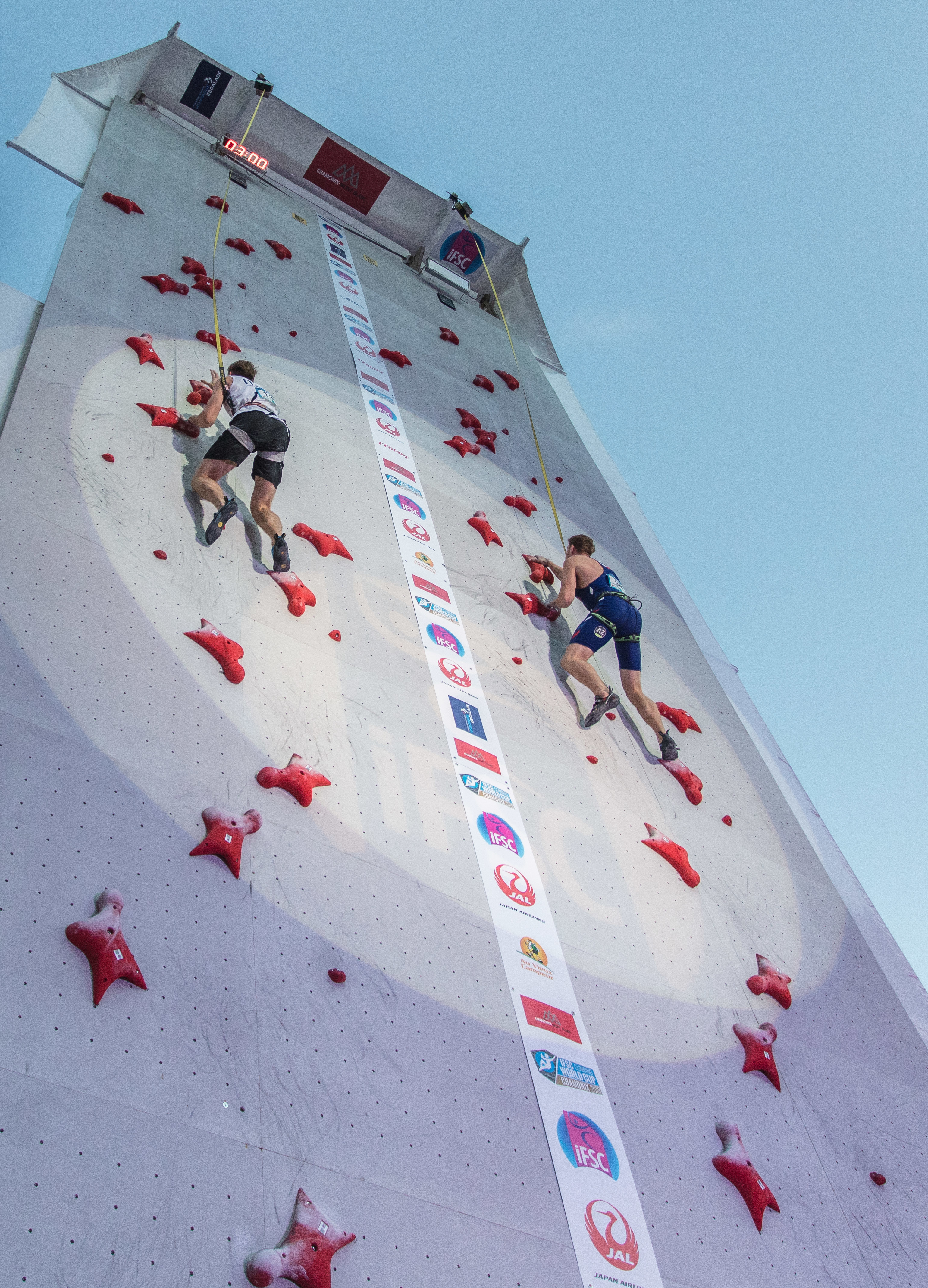
Chamonix 2018. Ludovico Fossali na ścianie w duelu z Janem Křížem.

Ludovico Fossali (ur. 21 maja 1997 w Vignoli) – włoski wspinacz sportowy. Specjalizuje się we wspinaczce na czas oraz w łącznej. Mistrz świata w 2019 z Hachiōji.

## Kariera sportowa
Mistrz świata we wspinaczce na czas z 2019, w finale wygrał z Czechem Janem Křížem, a we wspinaczce łącznej wywalczył dziewiąte miejsce czym zapewnił sobie bezpośrednie kwalifikacje na IO 2020 w Tokio.
Uczestnik World Games we Wrocławiu w 2017, gdzie zajął siódme miejsce.

## Osiągnięcia

### Mistrzostwa świata
| Konkurencje       | 2016 | 2018 | 2019 |
| Wsp. na czas      | 13   | 14   | 1    |
| Wspinaczka łączna | –    | 22   | 9    |

### World Games
| Konkurencje  | 2017 |
| Wsp. na czas | 7    |